# Gnopharmia erema
Gnopharmia erema är en fjärilsart som beskrevs av Eugen Wehrli 1939. Gnopharmia erema ingår i släktet Gnopharmia och familjen mätare. Inga underarter finns listade i Catalogue of Life.